# Adonisea velutina
Adonisea velutina là một loài bướm đêm trong họ Noctuidae.